# Superpantanal sul-americano
O superpantanal sul-americano era uma grande área alagada na América do Sul há 10 milhões de anos.
Esse gigantesco pantanal cobria um terço da área sul-americana. O superpantanal sul-americano cobria parte de todos os países da América do Sul (Argentina, Brasil, Paraguai, Uruguai, Chile, Bolívia, Peru, Equador, Colômbia, Venezuela, Guiana, Suriname e a Guiana Francesa, que é uma região ultrmarina da França). A maior parte desse superpantanal ficava no Brasil.
No Brasil, ele cobria parte de todos os estados do país (O superpantanal sul-americano cobria 100% do Piauí). A região era recheada de muitos rios e lagos em uma grande planície alagada. O superpantal sumiu depois da formação das Cordilheira dos Andes e da formação atual do relevo da América do Sul. A única região de planície alagada que sobrou foi o atual Pantanal no Mato Grosso do Sul, Mato Grosso, Bolívia e Paraguai.